# Grusza oliwnikowa
Grusza oliwnikowa (Pyrus elaeagrifolia Pall.) – gatunek roślin z rodziny różowatych. Należy do grupy gatunków grusz europejskich. Występuje w Azji Mniejszej (Turcja), na Bałkanach (Albania, Grecja, Bułgaria i Rumunia) oraz w południowej Ukrainie (Krym).

## Morfologia

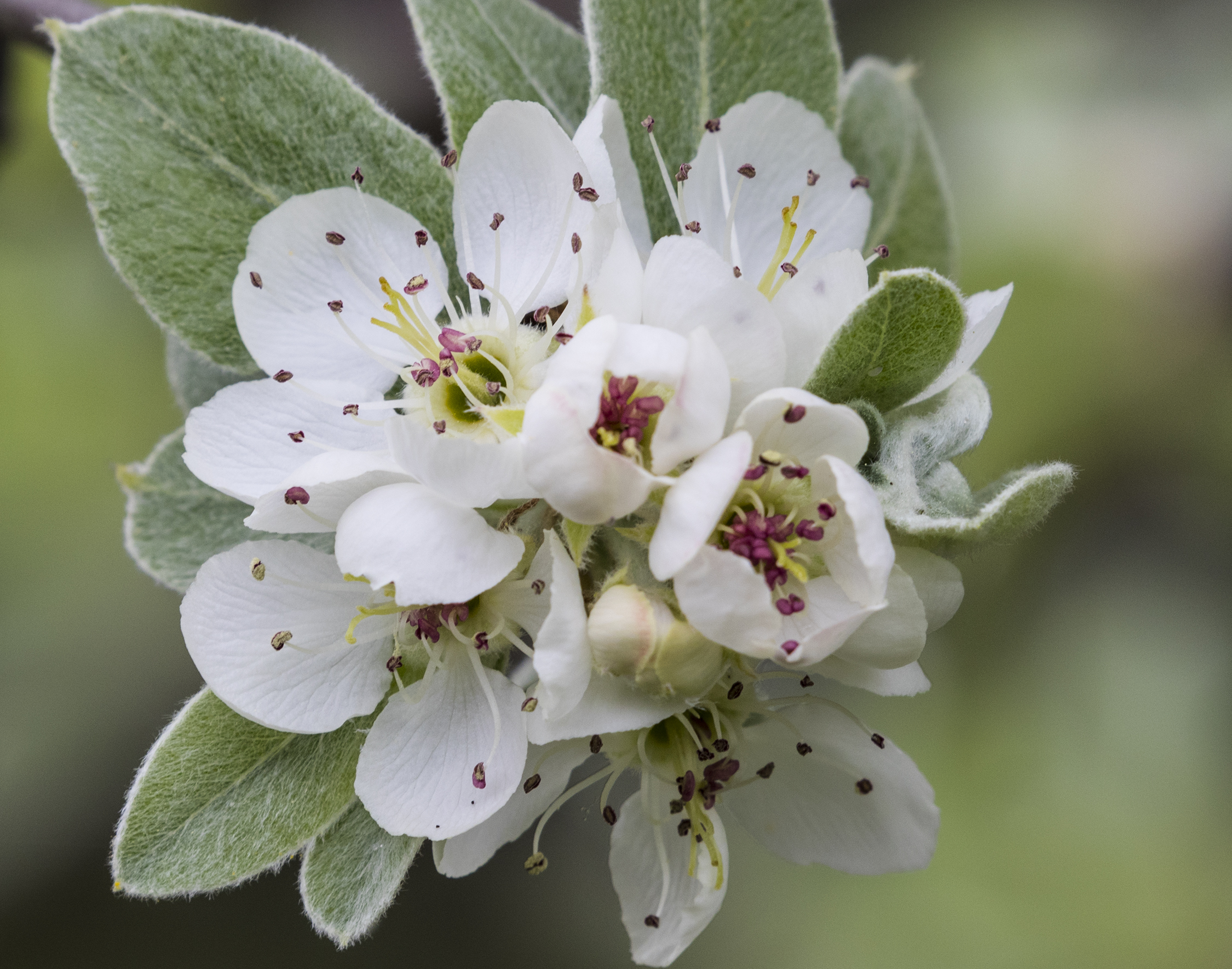
Kwiaty

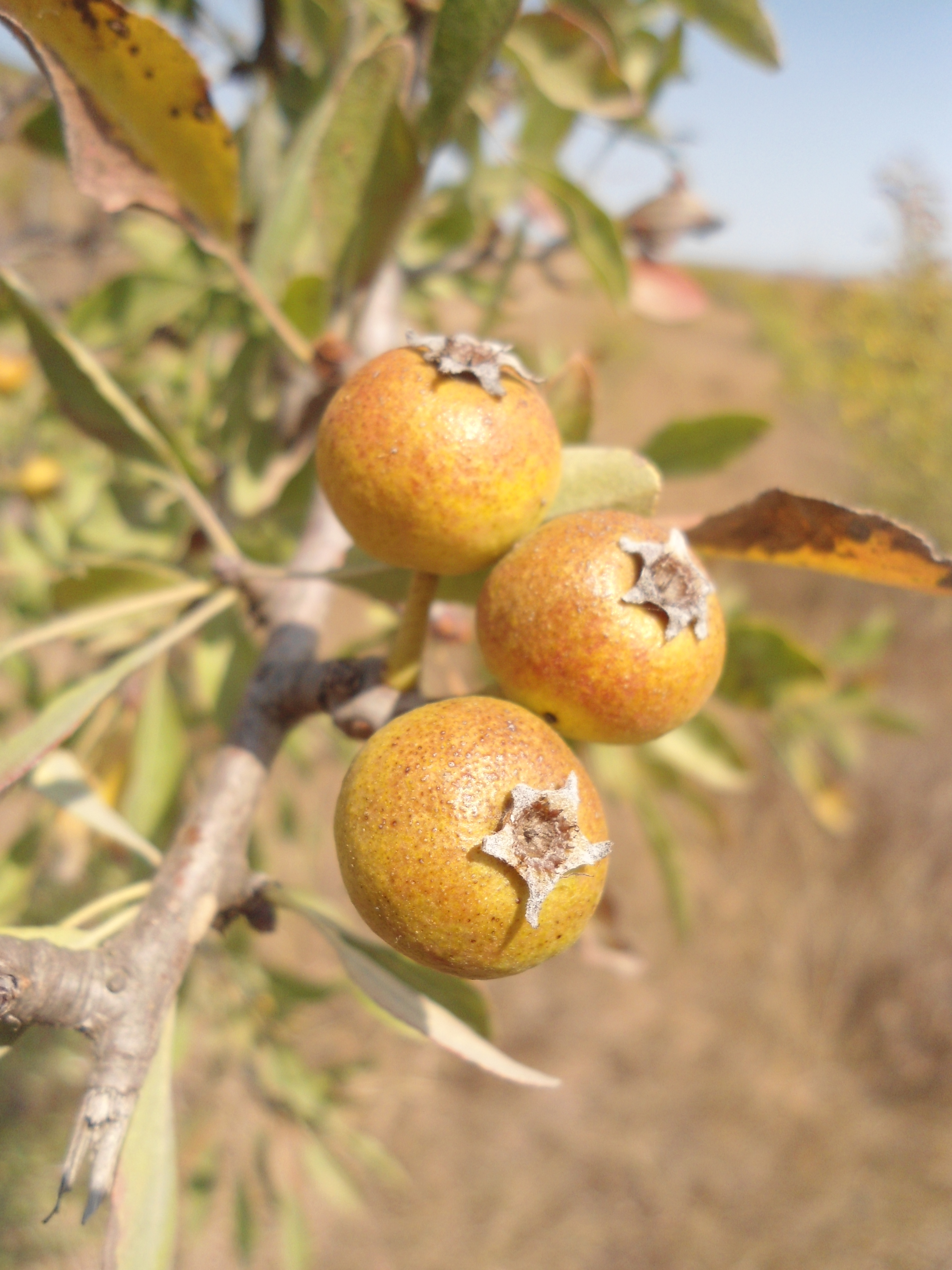
Owoce

PokrójDrzewo dorastające do 10 m wysokości.
LiścieWydłużone lekko jajowate, lekko piłkowane, bez wcięcia u nasady, lekko błyszczące z wierzchu i pokryte gęstym, białym kutnerem od spodu.
KwiatyDrobne, białe, zebrane w niewielkie kwiatostany rozwijają się równocześnie z liśćmi.
OwoceKuliste, lekko wydłużone, małe o długości do 2 cm, twarde lecz jadalne na surowo i po ugotowaniu.

## Zastosowanie
W uprawie stosowana jako podkładka dla odmian szlachetnych grusz. Jest dość odporna na mróz (strefy mrozoodporności 4-9) suszę, zanieczyszczenia przemysłowe i zarazę ogniową.